# Murailles de Magliano in Toscana
Les Murailles de Magliano in Toscana (en italien : Mura di Magliano in Toscana) constituent le système défensif de Magliano in Toscana (province de Grosseto), en Toscane.

## Histoire
Une première muraille fut édifiée à la fin du Moyen Âge autour d'une forteresse, construite vers l'an mille par les Aldobrandeschi, dont toute trace a aujourd'hui été perdue. Les Aldobrandeschi construisirent une muraille plus large achevée en 1323 comme le montre la plaque placée à l'arrière de la tour carrée de Porta San Giovanni, murs ensuite partiellement détruits par les Siennois. Vers le milieu du XVe siècle, le centre était contrôlé par les Siennois qui, pour renforcer les dispositifs défensifs, chargèrent l'architecte Bibbiena  au réaménagement des anciens murs, en les renforçant et en les rendant plus efficaces.
Les murailles sont donc restés presque intacts jusqu'à nos jours ; une intervention de restauration minutieuse qui a eu lieu entre la fin du siècle dernier et le début du nouveau millénaire a permis de redonner au monument son ancienne gloire dans sa complexité, après une période de détérioration précédemment observée.
En raison des effets désastreux de l'inondation qui a eu lieu dans la Maremma grossetana le 12 novembre 2012, un bastion daté de la Renaissance et une partie de la courtine se sont effondrés.

## Description
Les murailles sont intactes, avec des éléments stylistiques caractéristiques de la Renaissance clairement évidents.
Dans la partie sud-est, les vestiges médiévaux de la structure défensive primitive ont été bien conservés. En particulier, la Porta di San Giovanni, qui présente un arc en plein cintre en blocs de travertin, et la Torre di San Giovanni, à base carrée, située juste à droite de la porte, datent du XIVe siècle : la plaque indique 1323 comme année de construction.
Parmi les huit autres tours le long des remparts, deux autres sont à base carrée, d'origine médiévale évidente, et six à base semi-circulaire qui donnent sur la partie ouest : ces dernières ont été construites à l'époque de la Renaissance.
Les deux autres portes d'accès sont la Porta di San Martino, d'origine médiévale, qui s'ouvre sur le côté nord, près de l'église paroissiale du même nom, avec des créneaux et des éléments stylistiques de l'époque Aldobrandeschi, et la Porta Nuova, du XVe siècle, commandée par le Siennois le long de la partie sud-ouest des murs avec mâchicoulis et créneaux sommitaux. Le long du tronçon de la Porta Nuova se trouve un chemin de ronde.

## Galerie

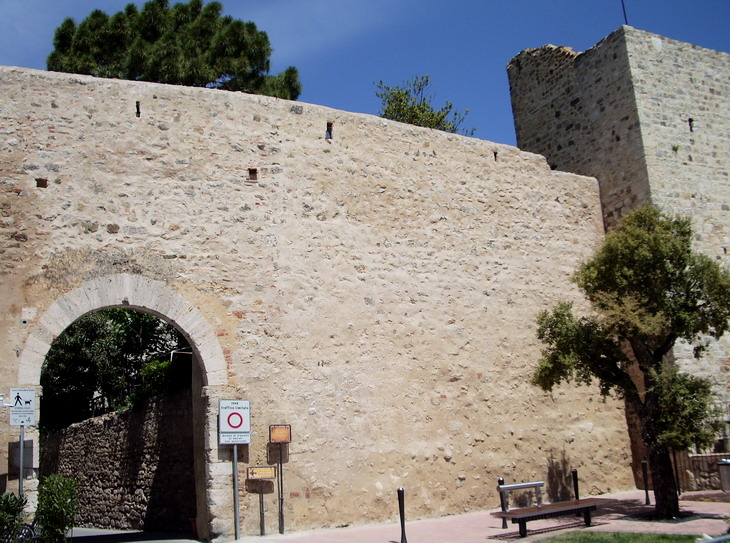
Porta et Torre di San Giovanni.
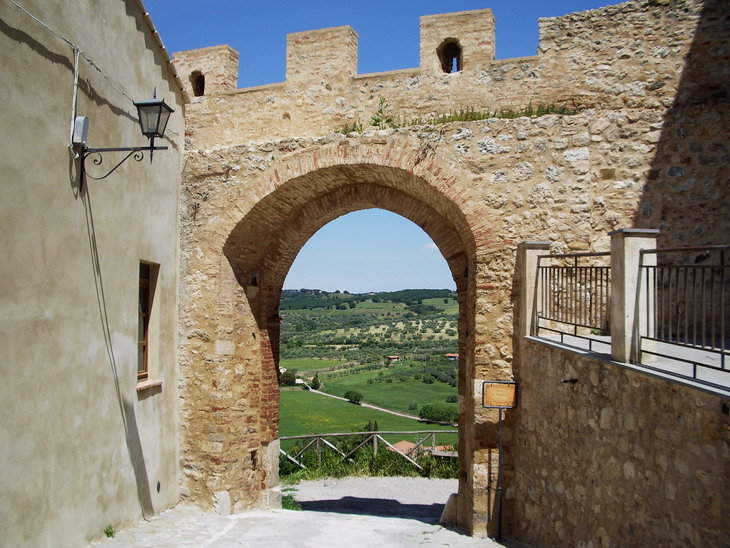
Porta di San Martino.
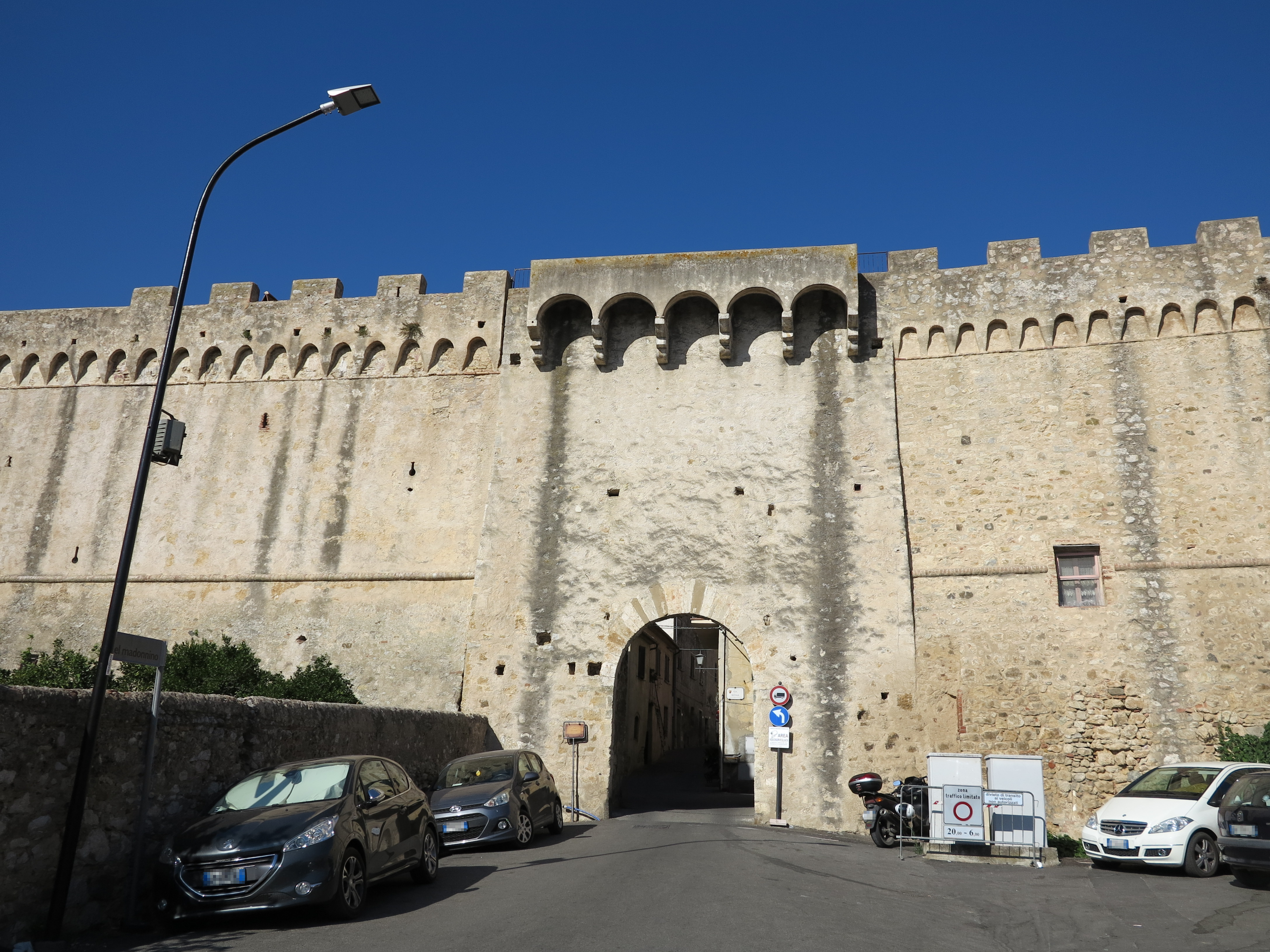
Porta Nuova.